# Hieracium adampliatum
Hieracium adampliatum es una especie de planta con flor del género Hieracium, de la familia Asteraceae, orden Asterales.

## Distribución
Hieracium adampliatum se distribuye por Suecia.

## Taxonomía
Fue descrita científicamente por (Dahlst.) Dahlst. Fue publicada en Exsicc. (Herb. Hierac. Scand.) 15: n.° 71 (1903).